# Hypochrysops mirabilis
Hypochrysops mirabilis is een vlinder uit de familie van de Lycaenidae. De wetenschappelijke naam van de soort is voor het eerst geldig gepubliceerd in 1894 door Pagenstecher.